# 歐陽霖
歐陽霖（？—17世紀），初名歐陽介，字方然，江西吉安府安福縣人，明朝、南明政治人物。

## 生平
歐陽霖是崇禎三年（1630年）庚午科江西鄉試舉人，授瀘溪教諭，轉任北流知縣，清兵來到時不屈服，前往南明朝廷後遷官兵科給事中，協助瞿式耜守衛桂林。李成棟反正，其部將杜永和入朝，與蒙正發在廷上爭執，瞪著眼說：「這傢伙倚著未薙髮就在非議，我會將他抓住執而剃他的鬚子。」他上疏回應：「李成棟效忠是因為不忘君臣大義。杜永和在朝廷放任，羞辱天子諫臣，君臣名分何在？若果寬恕杜永和，那麼李成棟雖然精忠卻掩護他，又何以號召忠義！」永曆帝不聽。
之後歐陽霖累晉太常寺卿、禮部右侍郎，永曆八年（1654年）吳貞毓死後和方端士、丁繼善入閣，拜禮部尚書、東閣大學士，不久加官文淵閣大學士，同年請求退休，到台山隱居，不接受清朝任命，八十三歲去世。

## 引用
1. 1 2  錢海岳《南明史·卷五十二·列傳第二十八》：霖，字方然，安福人。崇禎三年舉於鄉，授北流知縣。清兵至，不屈。遷兵科給事中，助瞿式耜守桂林。李成棟反正，其將杜永和入朝，與蒙正發廷爭，怒目睨曰：「此曹倚未薙髮相傲誚，吾將執而耏其鬢。」霖疏言：「成棟輸忠效順，所不忍忘者，君臣大義耳。永和恣睢闕廷，辱天子諫臣，君臣之分謂何？若貰永和不問，則成棟精忠且為永和掩，又何以號召忠義哉！」不聽。
2. ↑  《永曆實錄·卷十八·二張列傳》：歐陽霖初名介，字方然，以瀘溪教諭陞北流知縣，擢戶科給事中，車駕幸肇慶，請西出桂林，與杜永和廷爭，棄官歸里，閉戶食貧，不通人事。
3. ↑  錢海岳《南明史·卷五十二·列傳第二十八》：永曆八年，（方端士）朝安龍。吳貞毓卒，與丁繼善、歐陽霖同拜東閣大學士。……累晉太嘗卿、禮部右侍郎、尚書，入閣，尋加文淵閣，乞休。歸隱台山，不應清命。卒年八十三。